# Benjamín Sánchez de la Mora
Benjamín Sánchez de la Mora (Villa de Álvarez, Colima; 20 de enero de 2001) es un futbolista mexicano, juega como delantero y su equipo actual es el C.D. Irapuato de la Liga de Expansión MX.

## Inicios
Formando parte de las fuerzas básicas del Club Deportivo Guadalajara desde 2014, obtuvo dos campeonatos en categorías inferiores de dichos equipos: Verano 2014 con la categoría sub-13 y Apertura 2020 con la categoría sub-20.
Debutó en Liga de Expansión con el Tapatío (filial del Guadalajara en dicha liga) el 13 de octubre de 2020 al entrar de cambio por Alejandro Organista en un empate a 0 ante Cancún FC. Anotó su primer gol con el Tapatío el 14 de julio de 2022 al anotar el segundo gol de una victoria por 2-0 ante Atlético Morelia.

## Palmarés

### Títulos nacionales
| Título                                   | Club    | País   | Año  |
| ---------------------------------------- | ------- | ------ | ---- |
| Liga de Expansión MX                     | Tapatío | México | 2023 |
| Campeón de Campeones (Liga de Expansión) | Tapatío | México | 2023 |